# Trogoxylon ingae
Trogoxylon ingae is een keversoort uit de familie boorkevers (Bostrichidae). De wetenschappelijke naam van de soort is voor het eerst geldig gepubliceerd in 1956 door Santoro.